# Anbay
Anbay (sabäisch ʿNBY „der Sprechende/der Verkündende“ (?) arabisch أنباي, DMG ʿAnbāy) ist eine in Qataban im heutigen Jemen häufig erwähnte Gottheit.
In den offiziellen Anrufungen folgt er dem Reichs- und Mondgott Amm (zitiert als RES 3854 und 3945). Häufig wurde er sogar gemeinsam mit Ḥawkam (auch Ḥaukim) angerufen, als "derjenige des Befehls und der Willensentscheidung". Der Name Ḥawkam deutet auf Weisheit hin. Diese beiden stellten möglicherweise zwei Aspekte einer Gottheit dar, die mit dem assyro-babylonischen Gott Nabû vergleichbar ist, als Sprecher der Götter, dem Schicksal und der Wissenschaft verbunden. Anbay wurde oft als Šāyim (šym) = Patron angesprochen und fehlte nie im qatabanischen Rechtsverkehr bezüglich Kaufurkunden für Häuser und Gräber (Klausel: bḥg ʿNBY = nach dem Gesetz des Anbay); dies mit der Bedeutung, dass Käufe erst dann rechtskräftig waren (zitiert als RES 3540).
An der Stelle des heutigen Ḥeid bin ʿAqīl hatte Anbay einen Tempel. An dieser Stelle befand sich zugleich die Nekropole der qatabanischen Hauptstadt Timna.